# Municipi de Rudersdal
El municipi de Rudersdal  és un municipi danès de la Regió de Hovedstaden que va ser creat l'1 de gener del 2007 com a part de la Reforma Municipal Danesa, integrant els antics municipis de Søllerød i Birkerød. El municipi és situat al nord-est de l'illa de Sjælland, a l'estret de l'Øresund, abastant una superfície de 74 km². El llac de Furesø és compartit amb els municipis de Furesø i Lyngby-Taarbæk.
La ciutat més important és Birkerød (19.809 habitants el 2009) i la seu administrativa del municipi és a Holte. Altres poblacions del municipi són:
- Brådebæk
- Høsterkøb
- Ravnsnæs
- Rudersdal
- Skodsborg
- Trørød

## Consell municipal
Resultats de les eleccions del 18 de novembre del 2009:
| Partit                       | vots  | % vots |
| ---------------------------- | ----- | ------ |
| Socialdemokratiet            | 2946  | 10,3   |
| Det Radikale Venstre         | 1832  | 6,4    |
| Det Konservative Folkeparti  | 4301  | 15,1   |
| Socialistisk Folkeparti      | 2037  | 7,1    |
| Liberal Alliance             | 196   | 0,7    |
| LokalListen Rudersdal        | 5408  | 18,9   |
| Dansk Folkeparti             | 1106  | 3,9    |
| Venstre                      | 10381 | 36,4   |
| Enhedslisten - De Rød-Grønne | 335   | 1,2    |

### Alcaldes
| Alcalde     | Període               | Partit  |
| ----------- | --------------------- | ------- |
| Erik Fabrin | 1-1-2007 a 31-12-2009 | Venstre |
|             | 1-1-2010 a 31-12-2013 |         |